# بوب هوارد
بوب هوارد (بالإنجليزية: Bob Howard)‏ هو لاعب كرة قدم أمريكية أمريكي، ولد في 24 نوفمبر 1944 في تالولاه في الولايات المتحدة، وتوفي في 7 أبريل 2008 في سان دييغو في الولايات المتحدة بسبب سرطان البروستاتا.

## وصلات خارجية
- بوب هوارد على موقع مرجع كرة القدم المحترفة.كوم (الإنجليزية)